# Grevelingen (stad)
Grevelingen (Frans: Gravelines) is een gemeente in het noorden van Frankrijk, in de Franse Westhoek. De gemeente behoort tot het Noorderdepartement (Frans: département du Nord). Grevelingen ligt aan de Opaalkust, waar de rivier de Aa in de Noordzee uitmondt. Deze rivier vormde lange tijd de grens tussen Frankrijk en het graafschap Vlaanderen. Grevelingen telde op 1 januari 2022 11.451 inwoners.

## Kernen
De stad Grevelingen bestaat uit vier wijken. Centraal ligt het stadsgedeelte binnen de oude vestingen. Het stadsdeel Petit-Fort-Philippe is een gehucht dat langs het kanaal van de Aa is uitgegroeid tot aan het strand. Aan de overkant van de Aa ligt de buurgemeente Grand-Fort-Philippe. Les Huttes is een oude wijk net ten oosten van het stadscentrum en de vestingen. Pont de Pierre ten slotte is een nieuwere woonwijk net buiten het centrum.
Het noorden van de gemeente is havengebied en sluit aan op de vaargeul van de haven van Duinkerke. In dit havengebied staat de Kerncentrale Grevelingen, bestaande uit zes kernreactors van 910 megawatt per stuk. Ook ligt daar het stadsdeel Petit-Fort-Philippe met de Vuurtoren van Grevelingen.

## Geschiedenis

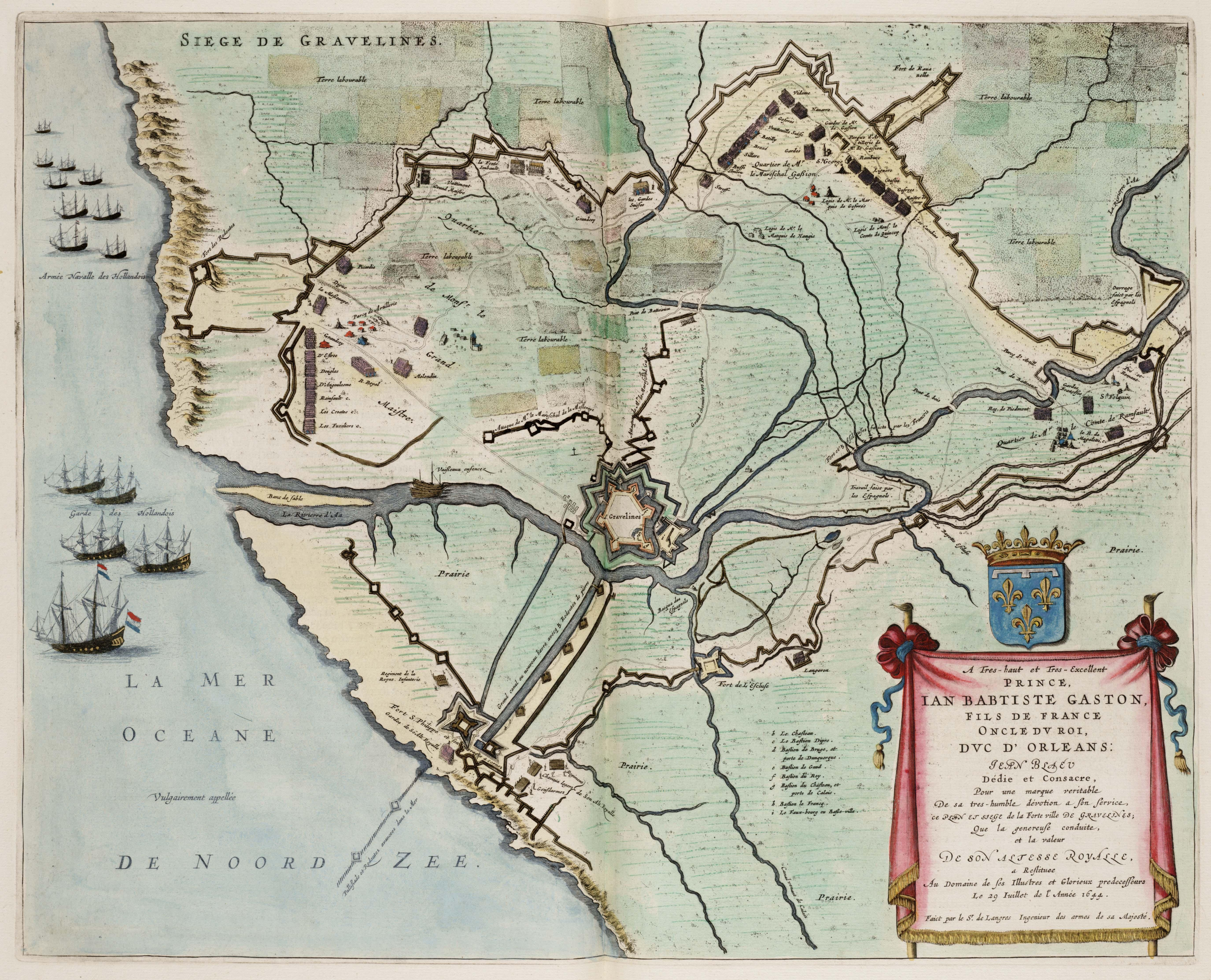
Beleg van Grevelingen in 1644

Grevelingen was tijdens de verovering van Gallië door de Romeinen een woonplaats van de Morinen. Rond 800 werd hier een aan Willibrordus toegewijde kapel gebouwd. In 1040 werd Grevelingen genoemd als Gravenenga, dat verwijst naar grachten. Toch dankt de stad haar ontstaan aan de Vlaamse graaf Diederik van de Elzas, die hier tussen 1159 en 1163 een haven stichtte. Grevelingen behoort tot de reeks van de havensteden die door de graven Diederik van de Elzas en Filips van de Elzas ten bevordering van het economische leven langs de Noordzeekust gesticht werden. Andere steden die tot deze reeks behoren zijn Mardijk, Duinkerke, Nieuwpoort, Damme en Biervliet.
De haven van Grevelingen diende lange tijd als voorhaven voor Sint-Omaars via de gekanaliseerde Aa. Een vloot van haringvissers vond er zijn thuisbasis. Zout, wijn en fruit werden langs hier aangevoerd. In 1160 werd de stad voor het eerst versterkt. De stad is lange tijd een grensstad geweest en had dus veel met oorlogshandelingen te maken van Spanjaarden en Fransen. In 1360 namelijk kwam de omgeving van Calais, krachtens het Verdrag van Brétigny, in Engelse handen en aldus had Grevelingen ook van invallende Engelse troepen te lijden. Filips II van Spanje liet aan weerszijden van de Aa nog versterkingen bouwen op de plaatsen die nu nog Filipsfort heten (Grand-Fort-Philippe en Petit-Fort-Philippe).

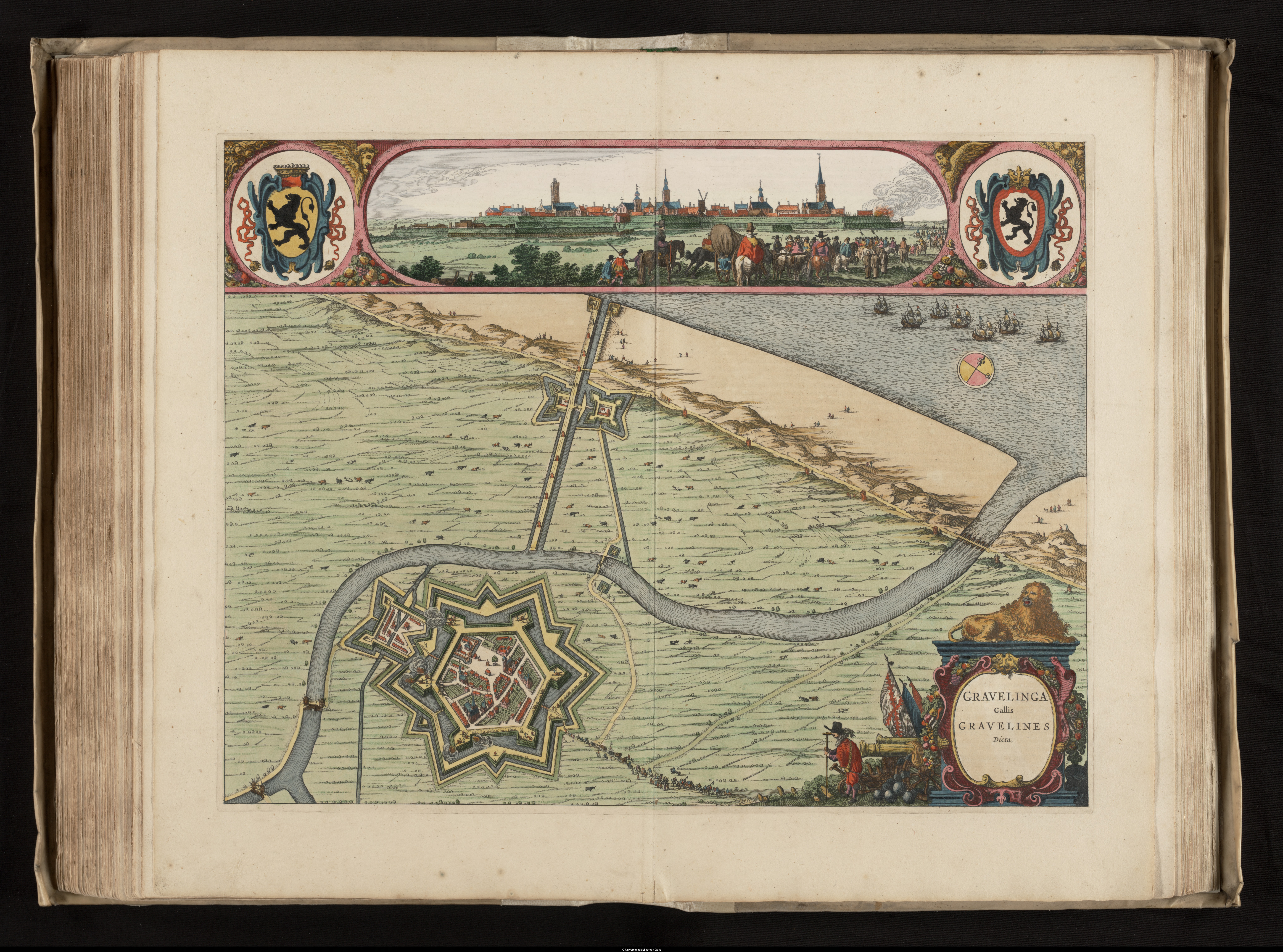
Grevelingen in 1641 (afbeelding uit Flandria Illustrata)

Spaans-Nederlandse troepen onder graaf Lamoraal van Egmont versloegen hier in 1558 in de Slag bij Grevelingen het Franse leger met steun van de Engelse vloot. In 1588, tijdens de Tachtigjarige Oorlog, werd de Spaanse Armada voor de kust door de Engelsen aangevallen. In 1644 viel Grevelingen in Franse handen. In 1652 werd de stad ingenomen door Leopold Willem van Oostenrijk, waarbij een groot deel van de stad werd verwoest. In 1658 werd de stad weer door de Fransen ingenomen en werd een versterkte garnizoensstad. Het was Vauban die de versterkingen ontwierp.
Sindsdien heeft de oude stad het karakter van een vestingstad met stadspoorten, bolwerken, ravelijnen en een arsenaal. Grevelingen is in de 19e eeuw nagenoeg geheel Franssprekend geworden. Vanaf 1980 kwamen de reactoren van de Kerncentrale Grevelingen in bedrijf, welke stroom ging leveren aan de zware industrie in de directe omgeving.

## Bezienswaardigheden
- De Vestingwallen van Grevelingen
- De Caserne Huxelles
- De Caserne Varennes
- De Cisterne van Grevelingen
- De Corps de garde
- De buskruitmagazijnen (Poudrières)
- De Porte aux boules
- De Citadel van Grevelingen (l'arsenal)
- Het Belfort van Grevelingen
- De Sint-Willibrorduskerk (Église Saint-Willibrord)
- Het Stadhuis van Grevelingen

## Economie
Van belang zijn de volgende bedrijven:
- De Kerncentrale Grevelingen
- Een groot datacenter, in gebruik genomen in 2013
- De aluminiumsmelter Aluminium Dunkerque
- De viskwekerij Aquanord

## Natuur en landschap
Grevelingen ligt nabij de monding van de gekanaliseerde Aa, die de grensrivier vormt tussen het Noorderdepartement en Pas-de-Calais, en voorheen de grens tussen de Spaanse Nederlanden en Frankrijk.
In het noorden vindt men de Noordzee met strand maar nauwelijks duinen, omdat de bebouwing doorloopt tot de kust. De hoogte bedraagt 0 tot 25 meter.

## Geografie
De oppervlakte van Grevelingen bedroeg op 1 januari 2022 22,66 vierkante kilometer; de bevolkingsdichtheid was toen 505,3 inwoners per km².

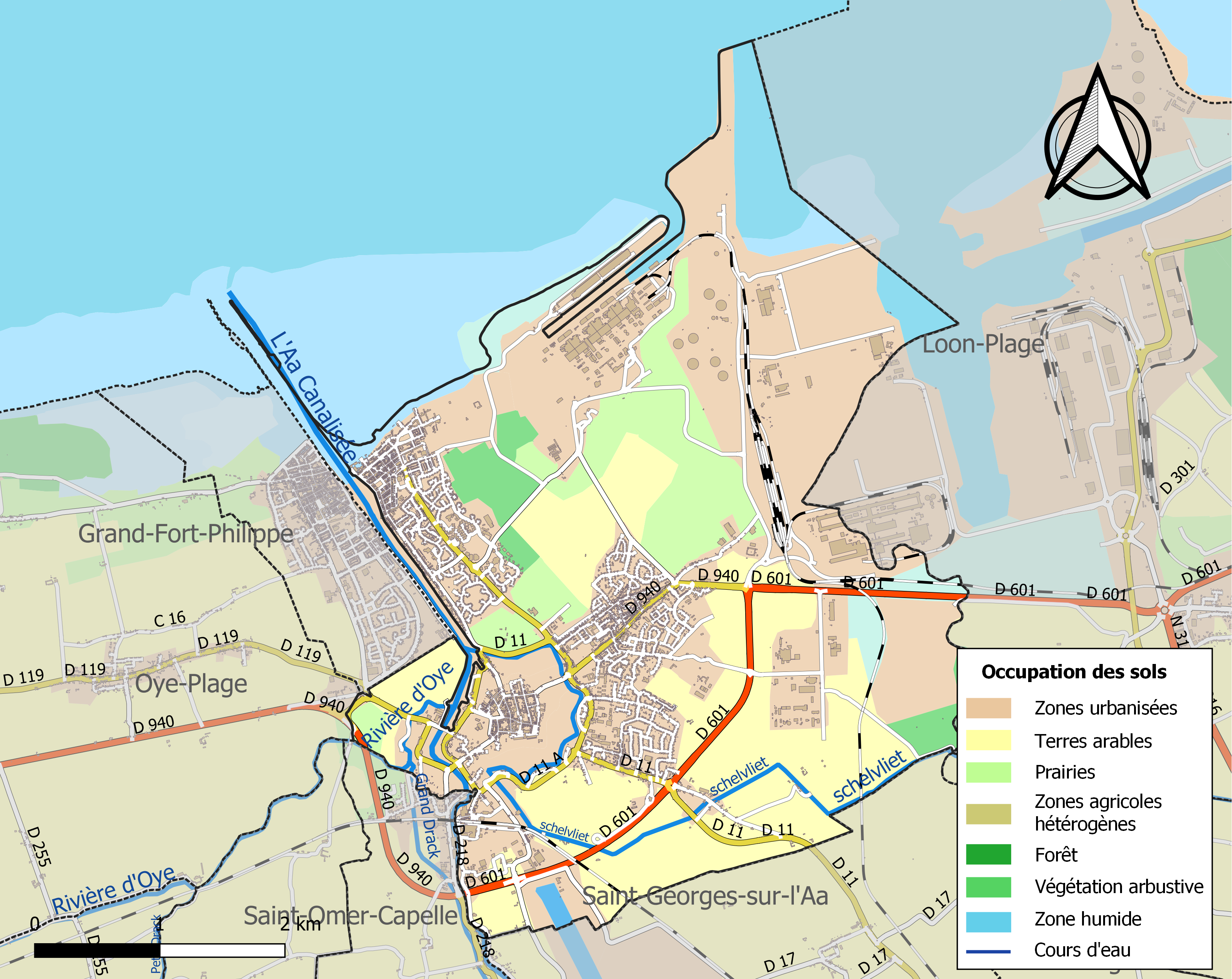
Kaart van de gemeente met belangrijkste infrastructuur, bodemgebruik en omliggende gemeenten

## Demografie
Onderstaande figuur toont het verloop van het inwonertal (bron: INSEE-tellingen).

## Verkeer
In de gemeente ligt spoorwegstation Gravelines.

## Afbeeldingen

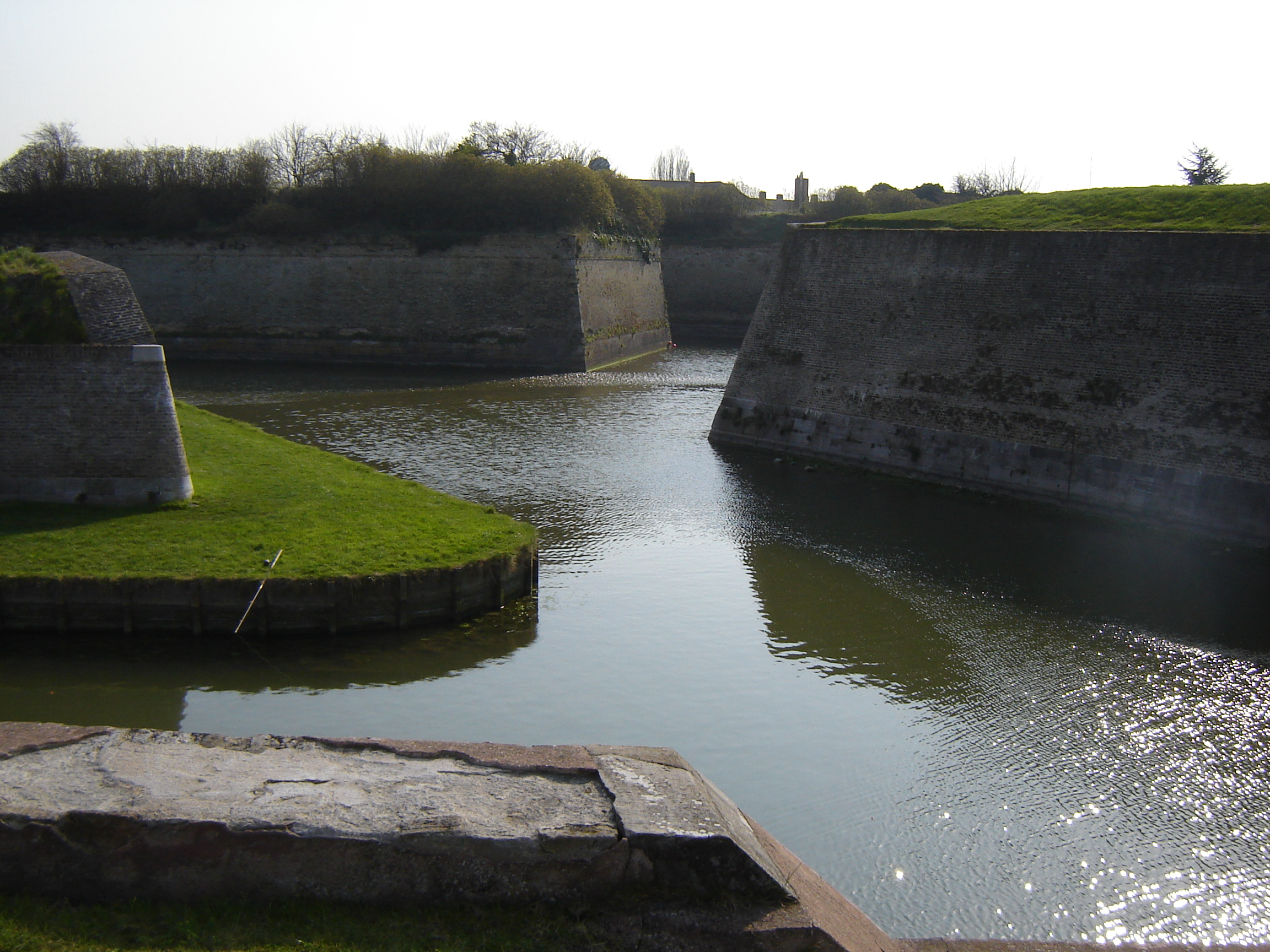
Vestingwallen van Grevelingen
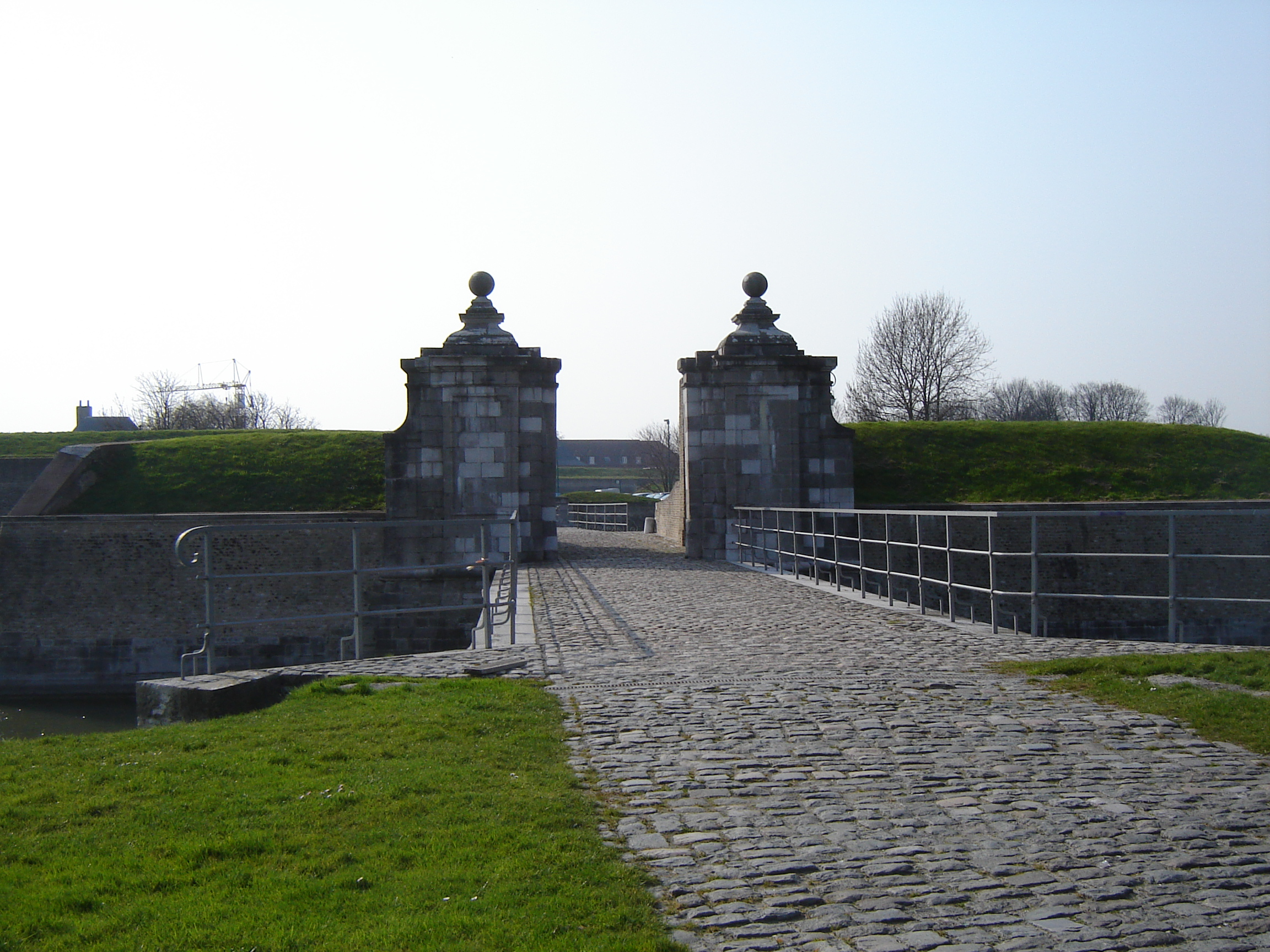
Porte aux boules, oude stadspoort
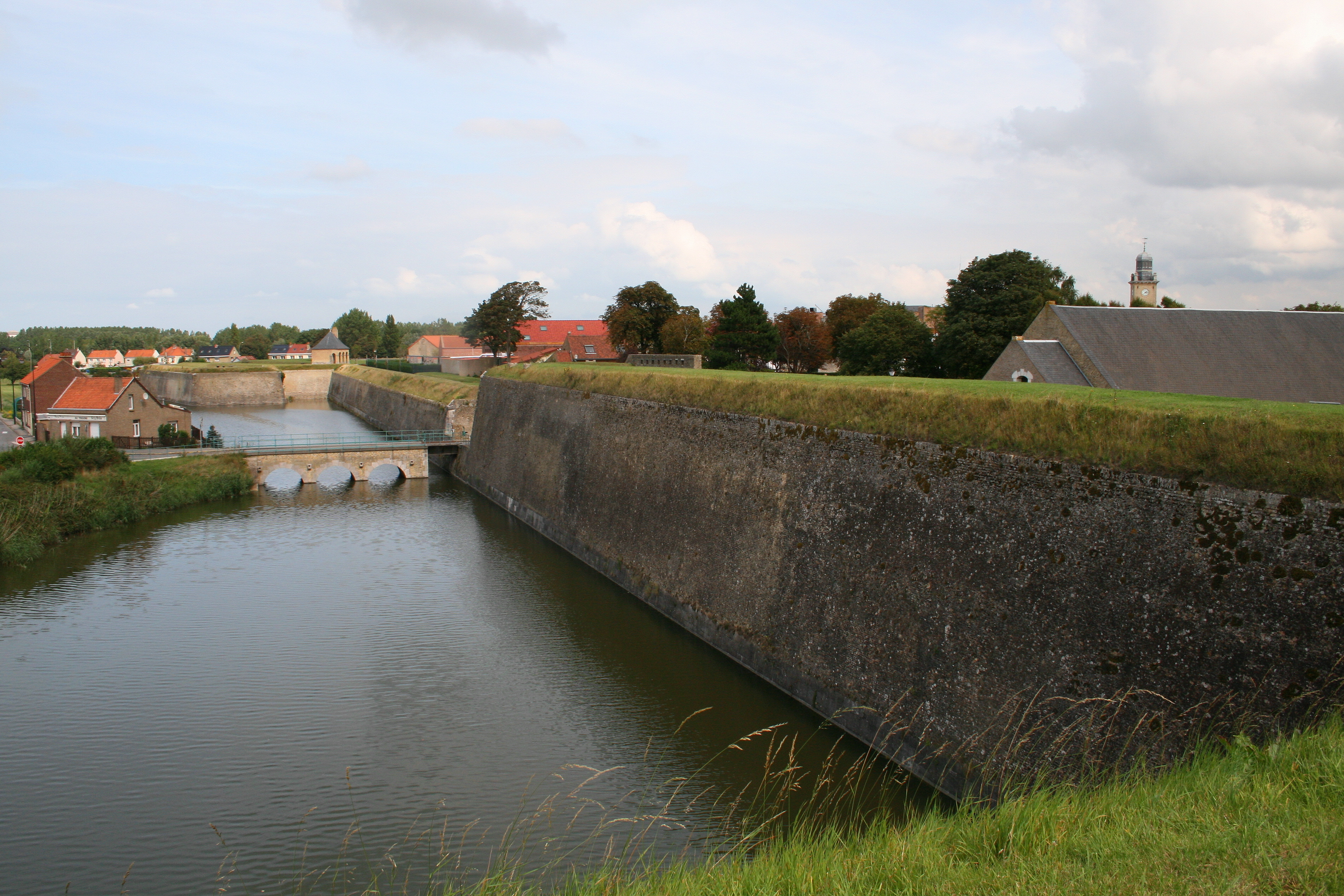
Vauban Citadel
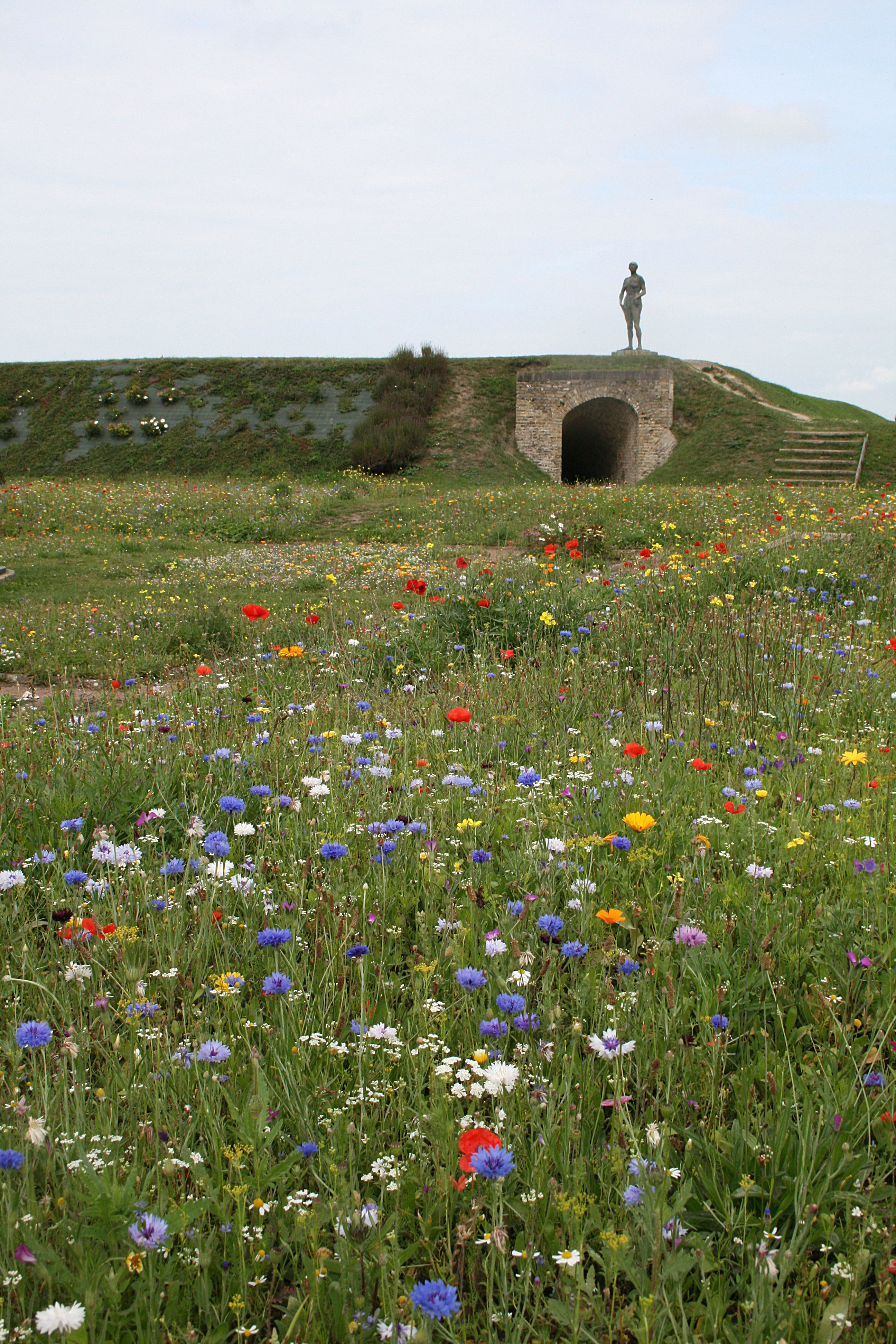
Arsenal-tuinen
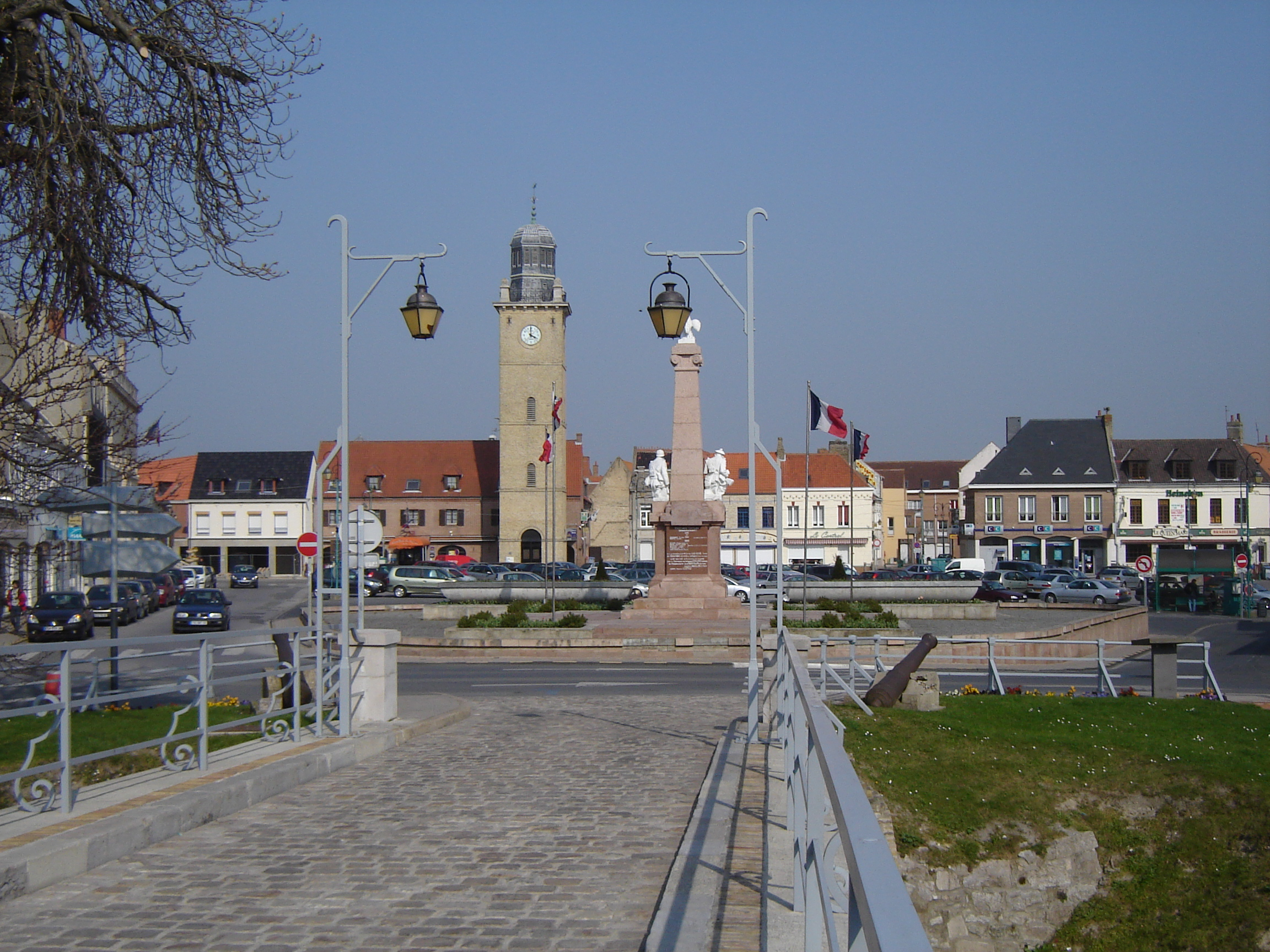
Place Charles Valentin
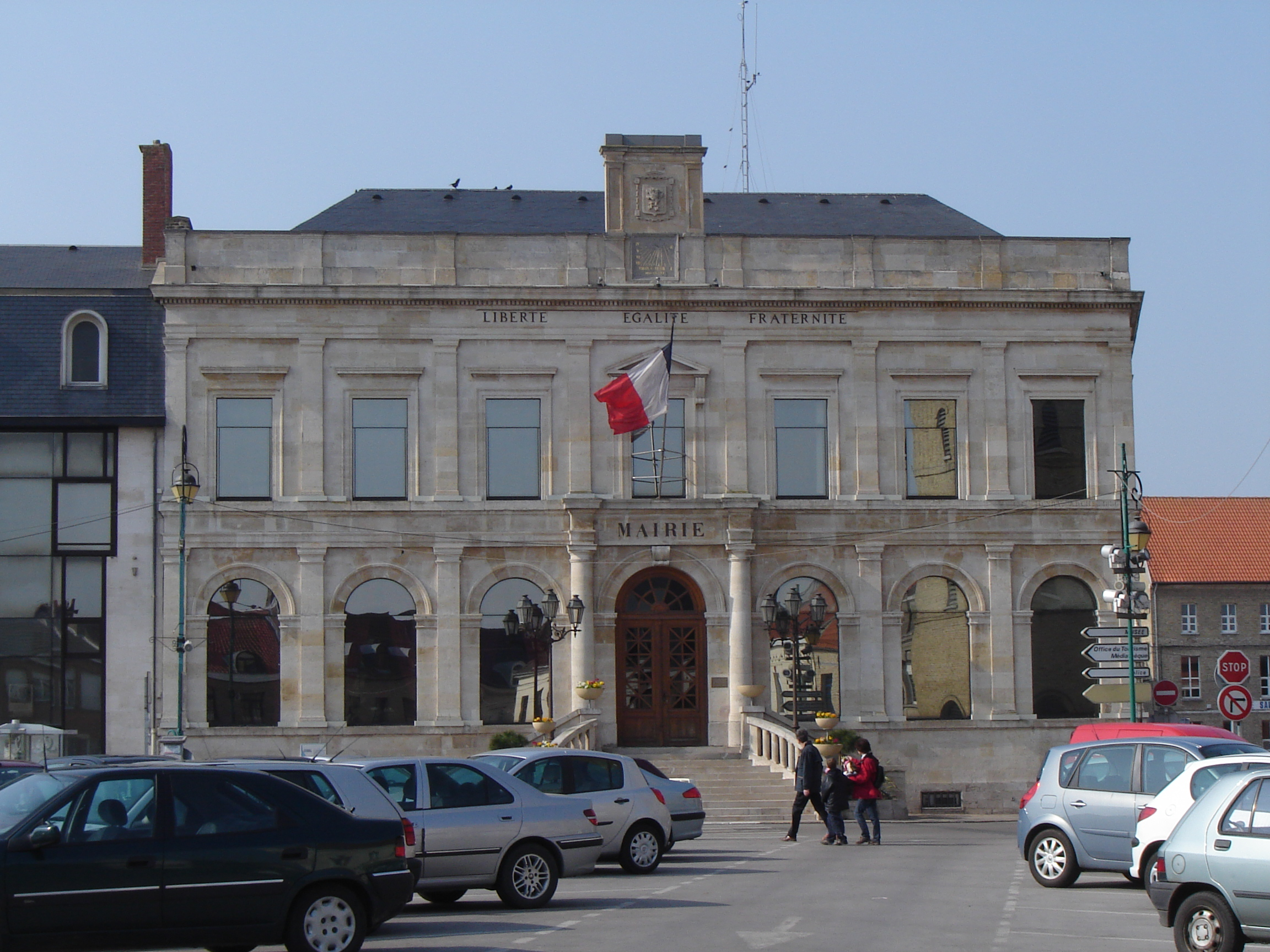
Stadhuis van Grevelingen
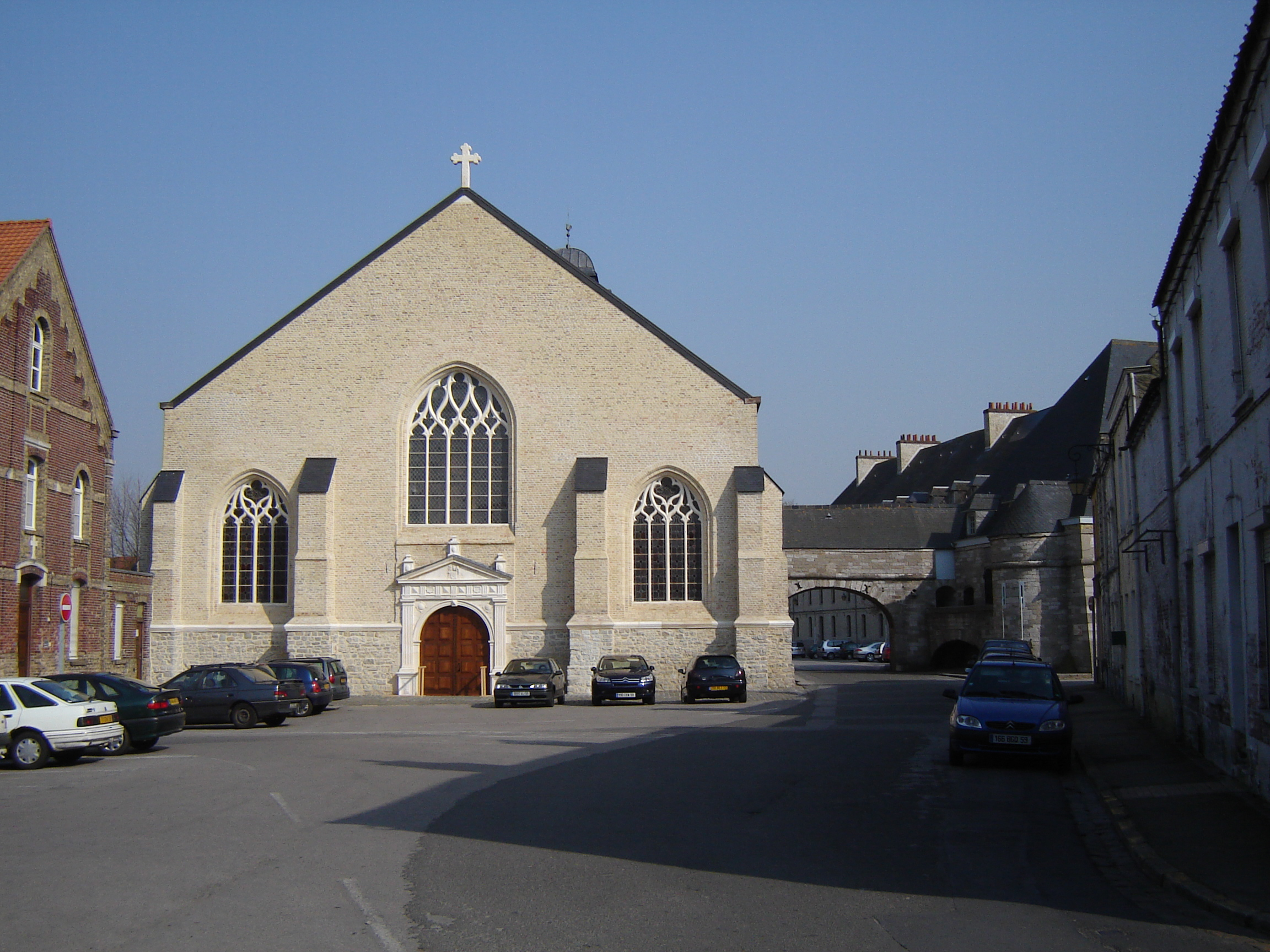
Sint-Willibrordkerk
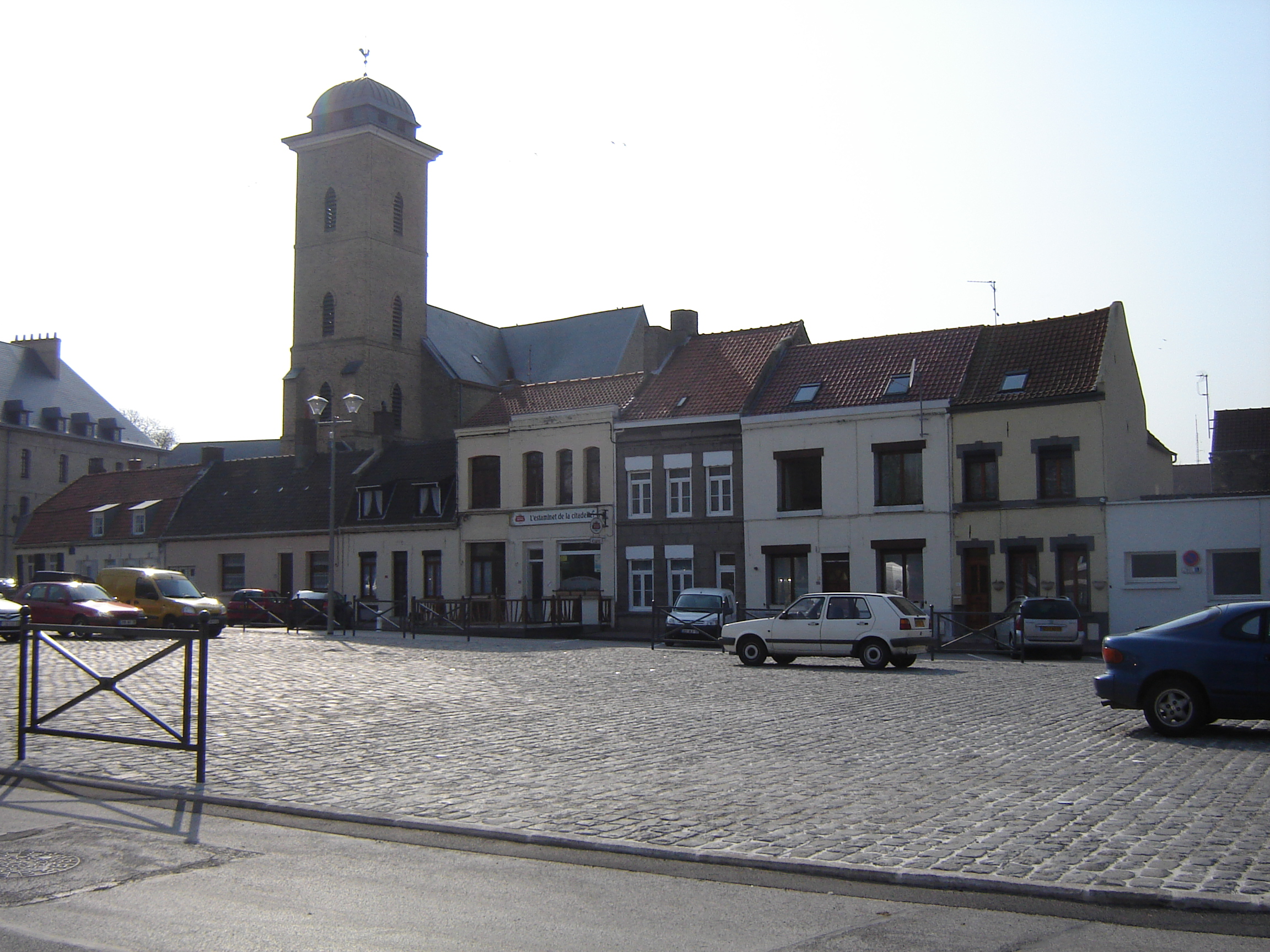
Place de l'Esplanade met de Sint-Willibrordkerk
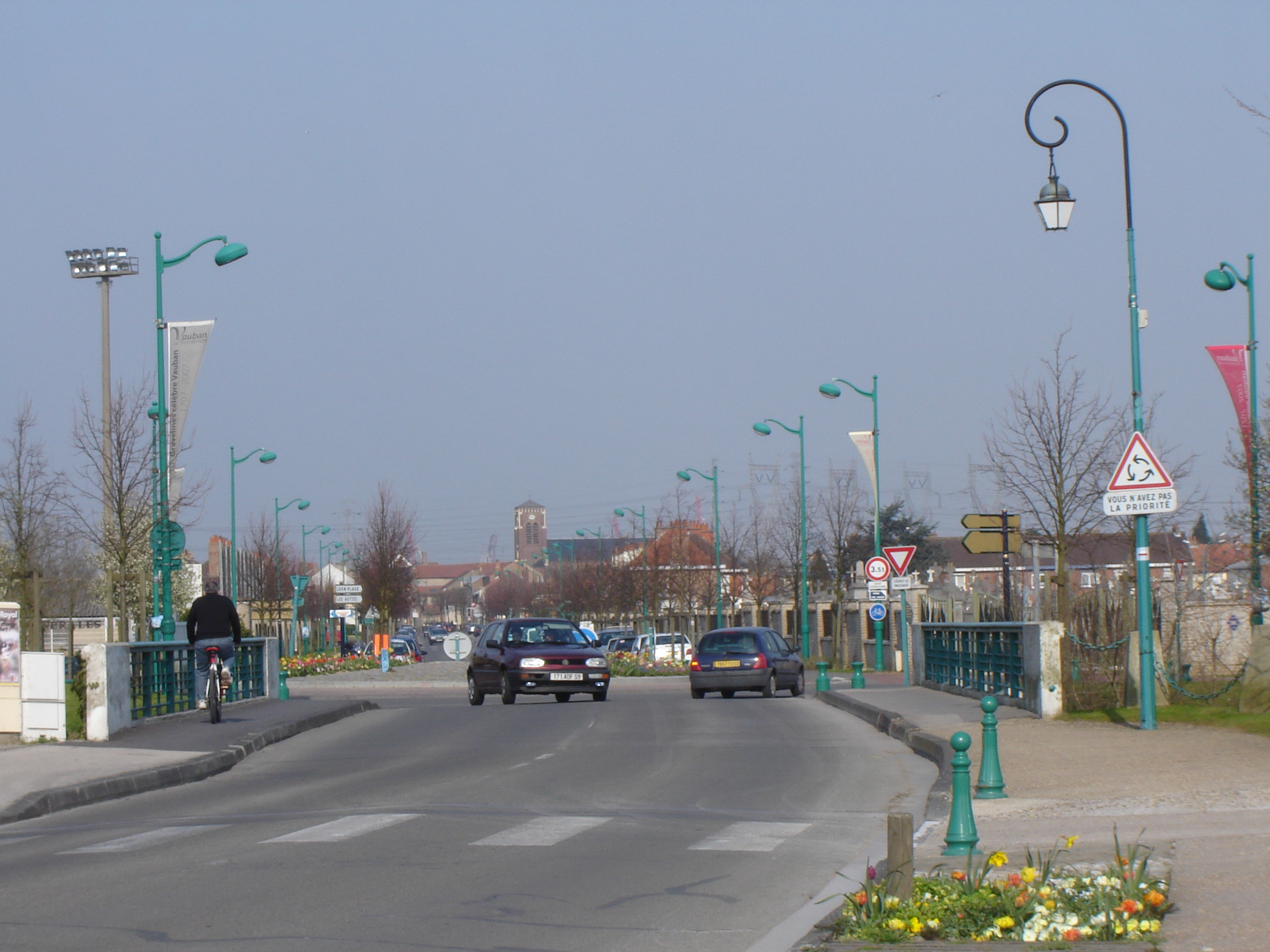
Stadsdeel Les Huttes met de Eglise Saint-Thomas Becket
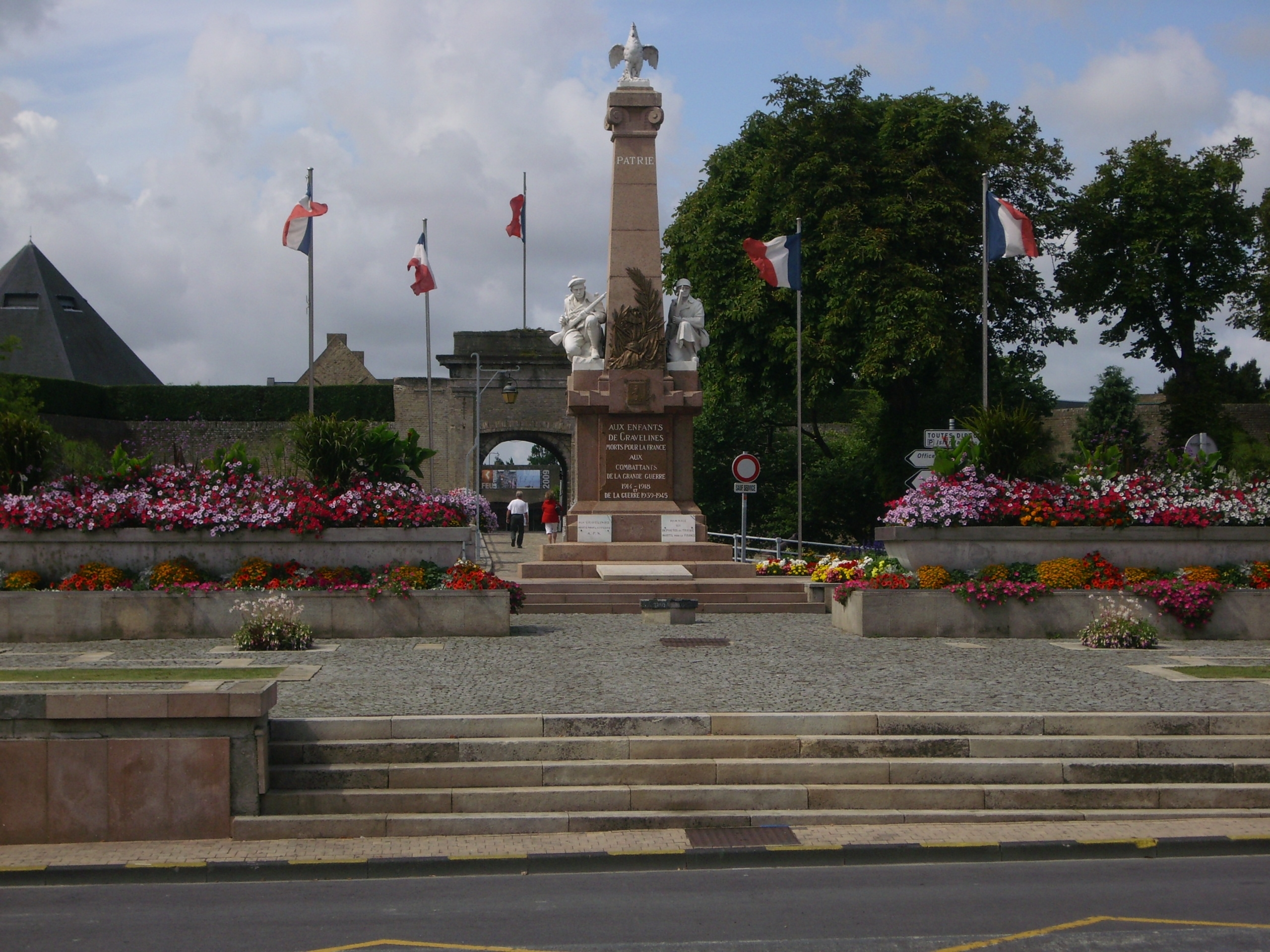
Gravelines oorlogsmonument

## Nabijgelegen kernen
Loon-Plage, Petit-Fort-Philippe, Grand-Fort-Philippe, Oye-Plage, Saint-Folquin, Saint-Georges-sur-l'Aa